# Rita Batata
Pour les articles homonymes, voir Batata.
Rita Batata, née le 2 janvier 1986 à São Paulo, est une actrice brésilienne.

## Filmographie
- 2004 : Galera (série télévisée) : Marcela (12 épisodes)
- 2004 : Quero Ser Jack White (court métrage)
- 2006 : Sentimental Memoirs of a Footsteps Editor (court métrage)
- 2007 : Not by Chance : Bia
- 2007 : O Magnata : Cilene
- 2009 : Relógio de Areia (court métrage)
- 2011 : 3% (court métrage télévisé) : Michele
- 2011 : Arritmia (court métrage) : Jojo
- 2012 : O Mundo de Ulim e Oilut (court métrage) : Rita Batata
- 2012 : Nove Crônicas para um Coração aos Berros : Rita
- 2012 : Corações Feridos (telenovela) : Camila Reis[1]
- 2013 : Underage : Helena
- 2014 : Am/Fm (court métrage) : la fille
- 2014 : Minhas piores lembranças do fim do mundo são aquelas que não guardei nem por um segundo (court métrage) : Maria
- 2016 : Invasores : Sharise
- 2016 : A Garota da Moto (série télévisée) : Cacá (2 épisodes)
- 2016 : 3% (série télévisée) : Denise (6 épisodes)
- 2017 : Gostosas, Lindas e Sexies : Roberta
- 2018 : Todas As Razões Para Esquecer : Larissa